# 쿠노 마키코
쿠노 마키코(Makiko Kuno, 1967년 2월 21일 ~ )는 일본의 배우, 소믈리에이다.
마에바시시에서 태어났다.

## 방송
- R-17

## 영화
- 콜 마이 네임 (2018년)
- 무시시 (2006년)
- 겨울 강 (1994년)
- 지옥의 경비원 (1992년)